# خلق (ذمار)
خلق هي إحدى قرى الجمهورية اليمنية. تتبع جغرافيا لمحافظة ذمار وإداريًا لمديرية عنس. يبلغ تعداد سكانها 1042 نسمة حسب الإحصاء الذي أجري عام 2004.